# Deuxième circonscription des Pyrénées-Orientales
La deuxième circonscription des Pyrénées-Orientales est l'une des 4 circonscriptions électorales françaises que compte le département des Pyrénées-Orientales (66) situé en région Languedoc-Roussillon puis en région Occitanie à partir de 2016.

## Description géographique et démographique

### De 1958 à 1986
Le département avait deux circonscriptions.
La deuxième circonscription des Pyrénées-Orientales était composée de :
- canton de Latour-de-France
- canton de Millas
- canton de Mont-Louis
- canton d'Olette
- canton de Perpignan-Ouest
- canton de Prades
- canton de Rivesaltes
- canton de Saillagouse
- canton de Saint-Laurent-de-la-Salanque
- canton de Saint-Paul-de-Fenouillet
- canton de Sournia
- canton de Thuir
- canton de Vinça

Source : Journal officiel du 14-15 Octobre 1958.

### Depuis 1988
La deuxième circonscription des Pyrénées-Orientales est délimitée par le découpage électoral de la loi n°86-1197 du 24 novembre 1986
, elle regroupe les divisions administratives suivantes: 
- canton de Canet-en-Roussillon,
- canton de La Côte Radieuse,
- canton de Latour-de-France,
- canton de Perpignan-1,
- canton de Rivesaltes,
- canton de Saint-Laurent-de-la-Salanque,
- canton de Saint-Paul-de-Fenouillet,
- canton de Sournia.

| Nom                          | Code Insee | Intercommunalité                    | Superficie (km2) | Population (dernière pop. légale) | Densité (hab./km2) |
| ---------------------------- | ---------- | ----------------------------------- | ---------------- | --------------------------------- | ------------------ |
| Alénya                       | 66002      | CC Sud Roussillon                   | 5,34             | 3 712 (2022)                      | 695                |
| Ansignan                     | 66006      | CC Agly Fenouillèdes                | 7,84             | 168 (2022)                        | 21                 |
| Arboussols                   | 66007      | CC Conflent Canigó                  | 14,08            | 130 (2022)                        | 9,2                |
| Bélesta                      | 66019      | CC Roussillon Conflent              | 20,52            | 241 (2022)                        | 12                 |
| Campoussy                    | 66035      | CC Agly Fenouillèdes                | 17,04            | 42 (2022)                         | 2,5                |
| Canet-en-Roussillon          | 66037      | CU Perpignan Méditerranée Métropole | 22,39            | 13 005 (2022)                     | 581                |
| Caramany                     | 66039      | CC Agly Fenouillèdes                | 14               | 130 (2022)                        | 9,3                |
| Cassagnes                    | 66042      | CU Perpignan Méditerranée Métropole | 15,16            | 290 (2022)                        | 19                 |
| Cases-de-Pène                | 66041      | CU Perpignan Méditerranée Métropole | 13,38            | 978 (2022)                        | 73                 |
| Caudiès-de-Fenouillèdes      | 66046      | CC Agly Fenouillèdes                | 36,45            | 585 (2022)                        | 16                 |
| Claira                       | 66050      | CC Corbières Salanque Méditerranée  | 19,34            | 4 801 (2022)                      | 248                |
| Espira-de-l'Agly             | 66069      | CU Perpignan Méditerranée Métropole | 26,77            | 3 525 (2022)                      | 132                |
| Estagel                      | 66071      | CU Perpignan Méditerranée Métropole | 20,83            | 2 124 (2022)                      | 102                |
| Feilluns                     | 66076      | CC Agly Fenouillèdes                | 6,61             | 60 (2022)                         | 9,1                |
| Fenouillet                   | 66077      | CC Agly Fenouillèdes                | 18,76            | 96 (2022)                         | 5,1                |
| Fosse                        | 66083      | CC Agly Fenouillèdes                | 4,43             | 46 (2022)                         | 10                 |
| Lansac                       | 66092      | CC Agly Fenouillèdes                | 5,2              | 91 (2022)                         | 18                 |
| Latour-Bas-Elne              | 66094      | CC Sud Roussillon                   | 3,31             | 3 224 (2022)                      | 974                |
| Latour-de-France             | 66096      | CC Agly Fenouillèdes                | 13,94            | 1 044 (2022)                      | 75                 |
| Le Barcarès                  | 66017      | CU Perpignan Méditerranée Métropole | 11,65            | 6 203 (2022)                      | 532                |
| Lesquerde                    | 66097      | CC Agly Fenouillèdes                | 15,67            | 142 (2022)                        | 9,1                |
| Maury                        | 66107      | CC Agly Fenouillèdes                | 34,63            | 780 (2022)                        | 23                 |
| Montner                      | 66118      | CU Perpignan Méditerranée Métropole | 10,98            | 328 (2022)                        | 30                 |
| Opoul-Périllos               | 66127      | CU Perpignan Méditerranée Métropole | 50,53            | 1 218 (2022)                      | 24                 |
| Perpignan                    | 66136      | CU Perpignan Méditerranée Métropole | 68,07            | 120 996 (2022)                    | 1 778              |
| Pézilla-de-Conflent          | 66139      | CC Agly Fenouillèdes                | 6,85             | 37 (2022)                         | 5,4                |
| Peyrestortes                 | 66138      | CU Perpignan Méditerranée Métropole | 7,96             | 1 808 (2022)                      | 227                |
| Pia                          | 66141      | CC Corbières Salanque Méditerranée  | 13,18            | 11 174 (2022)                     | 848                |
| Planèzes                     | 66143      | CC Agly Fenouillèdes                | 6,16             | 96 (2022)                         | 16                 |
| Prats-de-Sournia             | 66151      | CC Agly Fenouillèdes                | 8,01             | 77 (2022)                         | 9,6                |
| Prugnanes                    | 66152      | CC Agly Fenouillèdes                | 13,51            | 97 (2022)                         | 7,2                |
| Rabouillet                   | 66156      | CC Agly Fenouillèdes                | 19,21            | 87 (2022)                         | 4,5                |
| Rasiguères                   | 66158      | CC Agly Fenouillèdes                | 13,72            | 166 (2022)                        | 12                 |
| Rivesaltes                   | 66164      | CU Perpignan Méditerranée Métropole | 28,76            | 9 151 (2022)                      | 318                |
| Saint-Arnac                  | 66169      | CC Agly Fenouillèdes                | 6,6              | 101 (2022)                        | 15                 |
| Saint-Cyprien                | 66171      | CC Sud Roussillon                   | 15,8             | 11 995 (2022)                     | 759                |
| Saint-Hippolyte              | 66176      | CU Perpignan Méditerranée Métropole | 14,65            | 3 177 (2022)                      | 217                |
| Saint-Laurent-de-la-Salanque | 66180      | CU Perpignan Méditerranée Métropole | 12,39            | 9 941 (2022)                      | 802                |
| Saint-Martin-de-Fenouillet   | 66184      | CC Agly Fenouillèdes                | 10,72            | 48 (2022)                         | 4,5                |
| Saint-Nazaire                | 66186      | CU Perpignan Méditerranée Métropole | 10,33            | 2 786 (2022)                      | 270                |
| Saint-Paul-de-Fenouillet     | 66187      | CC Agly Fenouillèdes                | 43,9             | 1 740 (2022)                      | 40                 |
| Sainte-Marie-la-Mer          | 66182      | CU Perpignan Méditerranée Métropole | 10,29            | 4 749 (2022)                      | 462                |
| Saleilles                    | 66189      | CU Perpignan Méditerranée Métropole | 6,12             | 5 724 (2022)                      | 935                |
| Salses-le-Château            | 66190      | CC Corbières Salanque Méditerranée  | 71,28            | 3 888 (2022)                      | 55                 |
| Sournia                      | 66198      | CC Agly Fenouillèdes                | 29,99            | 480 (2022)                        | 16                 |
| Tarerach                     | 66201      | CC Conflent Canigó                  | 8,16             | 43 (2022)                         | 5,3                |
| Tautavel                     | 66205      | CU Perpignan Méditerranée Métropole | 53,47            | 911 (2022)                        | 17                 |
| Torreilles                   | 66212      | CU Perpignan Méditerranée Métropole | 17,14            | 3 793 (2022)                      | 221                |
| Trévillach                   | 66215      | CC Conflent Canigó                  | 17,24            | 188 (2022)                        | 11                 |
| Trilla                       | 66216      | CC Agly Fenouillèdes                | 8,96             | 77 (2022)                         | 8,6                |
| Villelongue-de-la-Salanque   | 66224      | CU Perpignan Méditerranée Métropole | 7,21             | 3 318 (2022)                      | 460                |
| Vingrau                      | 66231      | CU Perpignan Méditerranée Métropole | 32,12            | 541 (2022)                        | 17                 |
| Vira                         | 66232      | CC Agly Fenouillèdes                | 12,96            | 28 (2022)                         | 2,2                |
| Le Vivier                    | 66234      | CC Agly Fenouillèdes                | 12,9             | 66 (2022)                         | 5,1                |

- fraction de la commune de Perpignan incluse dans la circonscription (ancien canton de Perpignan-1) : 13 858 habitants

D'après le recensement général de la population en 2022, réalisé par l'Institut national de la statistique et des études économiques (INSEE), la population totale de cette circonscription est estimée à 133 108 habitants,.

## Historique des députations
| Législature | Début de mandat | Fin de mandat  | Député           | Parti politique | Observations |
| ----------- | --------------- | -------------- | ---------------- | --------------- | --- |
| Ire         | 9 décembre 1958 | 9 octobre 1962 | Arthur Conte     | SFIO            | Maire de Salses Conseiller général du Canton de Latour de France Mandat écourté à la suite d'une dissolution parlementaire décidée par Charles de Gaulle.      |
| IIe         | 6 décembre 1962 | 2 avril 1967   | André Tourné     | PCF             | Conseiller général du canton de Prades Député des Pyrénées-Orientales dans la IVe République                                                                   |
| IIIe        | 3 avril 1967    | 30 mai 1968    | André Tourné     | PCF             | Conseiller général du canton de Prades Mandat écourté à la suite d'une dissolution parlementaire décidée par Charles de Gaulle.                                |
| IVe         | 11 juillet 1968 | 1er avril 1973 | Arthur Conte     | UDR             | Président de l'ORTF |
| Ve          | 2 avril 1973    | 2 avril 1978   | André Tourné     | PCF             | Conseiller général du canton de Prades |
| VIe         | 3 avril 1978    | 22 mai 1981    | André Tourné     | PCF             | Député des Pyrénées-Orientales dans la IVe République Mandat écourté à la suite d'une dissolution parlementaire décidée par François Mitterrand.               |
| VIIe        | 2 juillet 1981  | 1er avril 1986 | André Tourné     | PCF             | Conseiller général du canton de Prades |
| VIIIe       | 2 avril 1986    | 14 mai 1988    | Aucun            | Aucun           | Proportionnelle par département, pas de député par circonscription. Mandat écourté à la suite d'une dissolution parlementaire décidée par François Mitterrand. |
| IXe         | 23 juin 1988    | 1er avril 1993 | Pierre Estève,   | PS,             | Maire de Saint-Paul-de-Fenouillet Conseiller Général du canton de Saint-Paul-de-Fenouillet                                                                     |
| Xe          | 2 avril 1993    | 21 avril 1997  | André Bascou,    | RPR,            | Maire de Rivesaltes Mandat écourté à la suite d'une dissolution parlementaire décidée par Jacques Chirac.                                                      |
| XIe         | 12 juin 1997    | 18 juin 2002   | Jean Codognès    | PS              | |
| XIIe        | 19 juin 2002    | 19 juin 2007   | Arlette Franco,  | UMP,            | Maire de Canet en Roussillon |
| XIIIe       | 20 juin 2007    | 31 mars 2010   | Arlette Franco,  | UMP,            | Arlette Franco meurt en 2010. Elle est remplacée par son suppléant.                                                                                            |
| XIIIe       | 1er avril 2010  | 19 juin 2012   | Fernand Siré,    | UMP,            | Arlette Franco meurt en 2010. Elle est remplacée par son suppléant.                                                                                            |
| XIVe        | 20 juin 2012    | 20 juin 2017   | Fernand Siré,    | UMP,            | Maire de Saint-Laurent de la Salanque Conseiller Général du canton de Saint Laurent de la Salanque                                                             |
| XVe         | 21 juin 2017    | 2 août 2020    | Louis Aliot,     | RN,             | Louis Aliot est élu maire de Perpignan. |
| XVe         | 3 août 2020     | 21 juin 2022   | Catherine Pujol, | RN,             | Louis Aliot est élu maire de Perpignan. |
| XVIe        | 22 juin 2022    | 9 juin 2024    | Anaïs Sabatini   | RN              | Conseilére Municipal de Perpignan Mandat écourté à la suite d'une dissolution parlementaire décidée par Emmanuel Macron.                                       |

## Historique des élections

### Élections de 1958
| Candidat       | Candidat           | Parti          | Premier tour | Premier tour | Second tour | Second tour |  |
| Candidat       | Candidat           | Parti          | Voix         | %            | Voix        | %           |  |
| -------------- | ------------------ | -------------- | ------------ | ------------ | ----------- | ----------- |  |
|                | Arthur Conte élu   | SFIO           | 20 056       | 37,15        | 29 246      | 50,74       |  |
|                | André Tourné       | PCF            | 18 247       | 33,80        | 21 840      | 37,89       |  |
|                | François Cassagnes | CNIP           | 8 380        | 15,52        | 2 293       | 0,51        |  |
|                | Paul Sacase        | UNR            | 6 117        | 11,33        | 6 261       | 10,86       |  |
|                | Jean Lorridant     | UFF            | 1 187        | 2,20         |             |             |  |
|                |                    |                |              |              |             |             |  |
| Inscrits       | Inscrits           | Inscrits       | 77 352       | 100,00       | 77 331      | 100,00      |  |
| Abstentions    | Abstentions        | Abstentions    | 22 371       | 28,92        | 18 613      | 24,07       |  |
| Votants        | Votants            | Votants        | 54 981       | 71,08        | 58 718      | 75,93       |  |
| Blancs et nuls | Blancs et nuls     | Blancs et nuls | 994          | 1,81         | 1 078       | 1,84        |  |
| Exprimés       | Exprimés           | Exprimés       | 53 987       | 98,19        | 57 640      | 98,16       |  |

Le suppléant d'Arthur Conte était Jean Jacquet, Président du conseil général, maire de Rivesaltes.

### Élections de 1962
| Candidat       | Candidat             | Parti          | Premier tour | Premier tour | Second tour | Second tour |  |
| Candidat       | Candidat             | Parti          | Voix         | %            | Voix        | %           |  |
| -------------- | -------------------- | -------------- | ------------ | ------------ | ----------- | ----------- |  |
|                | André Tourné élu     | PCF            | 18 896       | 39,28        | 23 678      | 41,71       |  |
|                | Arthur Conte sortant | SFIO           | 15 973       | 33,21        | 20 049      | 35,31       |  |
|                | François Sarda       | UNR-UDT        | 13 233       | 27,51        | 13 046      | 22,98       |  |
|                |                      |                |              |              |             |             |  |
| Inscrits       | Inscrits             | Inscrits       | 76 644       | 100,00       | 76 631      | 100,00      |  |
| Abstentions    | Abstentions          | Abstentions    | 27 214       | 35,51        | 19 031      | 24,83       |  |
| Votants        | Votants              | Votants        | 49 430       | 64,49        | 57 600      | 75,17       |  |
| Blancs et nuls | Blancs et nuls       | Blancs et nuls | 1 328        | 2,69         | 827         | 1,44        |  |
| Exprimés       | Exprimés             | Exprimés       | 48 102       | 97,31        | 56 773      | 98,56       |  |

Le suppléant d'André Tourné était Fernand Cortale, ouvrier du bois, puis commerçant de meubles, ancien résistant, ancien conseiller municipal de Perpignan.

### Élections de 1967
| Candidat       | Candidat                   | Parti          | Premier tour | Premier tour | Second tour | Second tour |  |
| Candidat       | Candidat                   | Parti          | Voix         | %            | Voix        | %           |  |
| -------------- | -------------------------- | -------------- | ------------ | ------------ | ----------- | ----------- |  |
|                | André Tourné sortant réélu | PCF            | 26 731       | 48,56        | 33 900      | 61,11       |  |
|                | François Sarda             | UD-Ve          | 13 858       | 25,18        | 21 575      | 38,89       |  |
|                | Henri Conte                | FGDS (SFIO)    | 7 410        | 13,46        |             |             |  |
|                | Louis Camo                 | CD (PDM)       | 7 047        | 12,8         |             |             |  |
|                |                            |                |              |              |             |             |  |
| Inscrits       | Inscrits                   | Inscrits       | 76 338       | 100,00       | 76 334      | 100,00      |  |
| Abstentions    | Abstentions                | Abstentions    | 19 926       | 26,1         | 17 701      | 23,19       |  |
| Votants        | Votants                    | Votants        | 56 412       | 73,9         | 58 633      | 76,81       |  |
| Blancs et nuls | Blancs et nuls             | Blancs et nuls | 1 366        | 2,42         | 3 158       | 5,39        |  |
| Exprimés       | Exprimés                   | Exprimés       | 55 046       | 97,58        | 55 475      | 94,61       |  |

Le suppléant d'André Tourné était Henri Boyer, maitre-ouvrier de l'EDF, de Perpignan.

### Élections de 1968
| Candidat       | Candidat             | Parti          | Premier tour | Premier tour | Second tour | Second tour |  |
| Candidat       | Candidat             | Parti          | Voix         | %            | Voix        | %           |  |
| -------------- | -------------------- | -------------- | ------------ | ------------ | ----------- | ----------- |  |
|                | Arthur Conte élu     | UDR (URP)      | 27 395       | 47,03        | 32 127      | 52,81       |  |
|                | André Tourné sortant | PCF            | 23 030       | 39,53        | 28 710      | 47,19       |  |
|                | André Roquère        | FGDS (CIR)     | 5 028        | 8,63         |             |             |  |
|                | Louis Monestier      | Radsoc         | 2 803        | 4,81         |             |             |  |
|                |                      |                |              |              |             |             |  |
| Inscrits       | Inscrits             | Inscrits       | 76 075       | 100,00       | 76 084      | 100,00      |  |
| Abstentions    | Abstentions          | Abstentions    | 16 733       | 22           | 13 714      | 18,02       |  |
| Votants        | Votants              | Votants        | 59 342       | 78           | 62 370      | 81,98       |  |
| Blancs et nuls | Blancs et nuls       | Blancs et nuls | 1 086        | 1,83         | 1 533       | 2,46        |  |
| Exprimés       | Exprimés             | Exprimés       | 58 256       | 98,17        | 60 837      | 97,54       |  |

Le suppléant d'Arthur Conte était Claude Barate, agriculteur.

### Élections de 1973
| Candidat       | Candidat          | Parti                     | Premier tour | Premier tour | Second tour | Second tour |  |
| Candidat       | Candidat          | Parti                     | Voix         | %            | Voix        | %           |  |
| -------------- | ----------------- | ------------------------- | ------------ | ------------ | ----------- | ----------- |  |
|                | André Tourné élu  | PCF                       | 23 312       | 39,11        | 33 616      | 54,62       |  |
|                | Claude Barate     | UDR (URP)                 | 14 853       | 24,92        | 27 929      | 45,38       |  |
|                | Sylvain Maillols  | Rad (MR)                  | 9 132        | 15,32        | Retrait     | Retrait     |  |
|                | Pierre Estève     | PS (UGSD)                 | 8 710        | 14,61        | Retrait     | Retrait     |  |
|                | René Payré        | Divers droite (Gaulliste) | 1 437        | 2,41         |             |             |  |
|                | Marguerite Gillet | PSU                       | 913          | 1,53         |             |             |  |
|                | Miquel Mayol      | Régionaliste              | 731          | 1,23         |             |             |  |
|                | Yves Puig         | LO                        | 513          | 0,86         |             |             |  |
|                |                   |                           |              |              |             |             |  |
| Inscrits       | Inscrits          | Inscrits                  | 79 977       | 100,00       | 79 960      | 100,00      |  |
| Abstentions    | Abstentions       | Abstentions               | 18 787       | 23,49        | 15 670      | 19,6        |  |
| Votants        | Votants           | Votants                   | 61 190       | 76,51        | 64 290      | 80,4        |  |
| Blancs et nuls | Blancs et nuls    | Blancs et nuls            | 1 589        | 2,6          | 2 745       | 4,27        |  |
| Exprimés       | Exprimés          | Exprimés                  | 59 601       | 97,4         | 61 545      | 95,73       |  |

Le suppléant d'André Tourné était Roger Semper, viticulteur à Estagel.

### Élections de 1978
| Candidat       | Candidat                   | Parti          | Premier tour | Premier tour | Second tour | Second tour |  |
| Candidat       | Candidat                   | Parti          | Voix         | %            | Voix        | %           |  |
| -------------- | -------------------------- | -------------- | ------------ | ------------ | ----------- | ----------- |  |
|                | André Tourné sortant réélu | PCF            | 26 183       | 37,04        | 40 112      | 55,15       |  |
|                | Pierre Estève              | PS             | 15 829       | 22,39        | Retrait     | Retrait     |  |
|                | Bernard Brieussel          | UDF (PR)       | 14 835       | 20,98        | 32 619      | 44,85       |  |
|                | André Quet                 | RPR            | 11 080       | 15,67        |             |             |  |
|                | Gilbert Vidal              | PSU (FA)       | 1 032        | 1,46         |             |             |  |
|                | Yves Puig                  | LO             | 962          | 1,36         |             |             |  |
|                | Jaume Roure                | Régionaliste   | 576          | 0,81         |             |             |  |
|                | Robert Orengo              | Divers droite  | 197          | 0,28         |             |             |  |
|                |                            |                |              |              |             |             |  |
| Inscrits       | Inscrits                   | Inscrits       | 90 666       | 100,00       | 90 623      | 100,00      |  |
| Abstentions    | Abstentions                | Abstentions    | 17 966       | 19,82        | 15 182      | 16,75       |  |
| Votants        | Votants                    | Votants        | 72 700       | 80,18        | 75 441      | 83,25       |  |
| Blancs et nuls | Blancs et nuls             | Blancs et nuls | 2 006        | 2,76         | 2 710       | 3,59        |  |
| Exprimés       | Exprimés                   | Exprimés       | 70 694       | 97,24        | 72 731      | 96,41       |  |

Le suppléant d'André Tourné était Roger Semper.

### Élections de 1981
| Candidat       | Candidat                   | Parti          | Premier tour | Premier tour | Second tour | Second tour |  |
| Candidat       | Candidat                   | Parti          | Voix         | %            | Voix        | %           |  |
| -------------- | -------------------------- | -------------- | ------------ | ------------ | ----------- | ----------- |  |
|                | André Tourné sortant réélu | PCF            | 22 505       | 35,22        | 41 371      | 62,28       |  |
|                | Pierre Estève              | PS             | 21 916       | 34,29        | Retrait     | Retrait     |  |
|                | François Benedetti         | RPR (UNM)      | 18 606       | 29,11        | 25 057      | 37,72       |  |
|                | Marise Glory               | PSU            | 879          | 1,37         |             |             |  |
|                |                            |                |              |              |             |             |  |
| Inscrits       | Inscrits                   | Inscrits       | 95 697       | 100,00       | 95 685      | 100,00      |  |
| Abstentions    | Abstentions                | Abstentions    | 30 694       | 32,07        | 26 154      | 27,33       |  |
| Votants        | Votants                    | Votants        | 65 003       | 67,93        | 69 531      | 72,67       |  |
| Blancs et nuls | Blancs et nuls             | Blancs et nuls | 1 097        | 1,69         | 3 103       | 4,46        |  |
| Exprimés       | Exprimés                   | Exprimés       | 63 906       | 98,31        | 66 428      | 95,54       |  |

Le suppléant d'André Tourné était Roger Semper.

### Élections de 1986
Pour la première fois sous la Cinquième République, se sont déroulées (partiellement) au scrutin proportionnel (listes départementales) à un seul tour; Faire en sorte qu'aucun ne représente aucun district.

### Élections de 1988
| Candidat       | Candidat               | Parti          | Premier tour | Premier tour | Second tour | Second tour |  |
| Candidat       | Candidat               | Parti          | Voix         | %            | Voix        | %           |  |
| -------------- | ---------------------- | -------------- | ------------ | ------------ | ----------- | ----------- |  |
|                | Pierre Estève élu      | PS             | 14 272       | 33,05        | 24 854      | 52,99       |  |
|                | Alain Marti            | RPR (URC)      | 10 836       | 25,1         | 15 005      | 31,99       |  |
|                | André Tourné           | PCF            | 9 201        | 21,31        | Retrait     | Retrait     |  |
|                | Pierre Sergent sortant | FN             | 8 861        | 20,52        | 7 047       | 15,02       |  |
|                | Jacques Coupet         | UDF (Rad)      | 9            | 0,02         |             |             |  |
|                |                        |                |              |              |             |             |  |
| Inscrits       | Inscrits               | Inscrits       | 66 597       | 100,00       | 66 578      | 100,00      |  |
| Abstentions    | Abstentions            | Abstentions    | 22 629       | 33,98        | 18 597      | 27,93       |  |
| Votants        | Votants                | Votants        | 43 968       | 66,02        | 47 981      | 72,07       |  |
| Blancs et nuls | Blancs et nuls         | Blancs et nuls | 789          | 1,79         | 1 075       | 2,24        |  |
| Exprimés       | Exprimés               | Exprimés       | 43 179       | 98,21        | 46 906      | 97,76       |  |

Le suppléant de Pierre Estève était le Docteur Guy Peytavi, de Rivesaltes.

### Élections de 1993
| Candidat       | Candidat              | Parti          | Premier tour | Premier tour | Second tour | Second tour |  |
| Candidat       | Candidat              | Parti          | Voix         | %            | Voix        | %           |  |
| -------------- | --------------------- | -------------- | ------------ | ------------ | ----------- | ----------- |  |
|                | André Bascou élu      | RPR (UPF)      | 16 600       | 35,55        | 26 567      | 57,21       |  |
|                | Pierre Estève sortant | PS (ADFP)      | 9 084        | 19,46        | 19 873      | 42,79       |  |
|                | Claude Breton         | FN             | 9 002        | 19,28        |             |             |  |
|                | Antoine Sarda         | PCF            | 5 927        | 12,69        |             |             |  |
|                | Patrick Garcia        | Les Verts (EÉ) | 2 799        | 5,99         |             |             |  |
|                | Lilyane Fournier      | LT-LNÉ         | 1 328        | 2,84         |             |             |  |
|                | Jaume Pol             | Régionaliste   | 709          | 1,52         |             |             |  |
|                | Michel Picard         | LO             | 623          | 1,33         |             |             |  |
|                | Dominique Grein       | PT             | 619          | 1,33         |             |             |  |
|                |                       |                |              |              |             |             |  |
| Inscrits       | Inscrits              | Inscrits       | 73 160       | 100,00       | 73 155      | 100,00      |  |
| Abstentions    | Abstentions           | Abstentions    | 23 640       | 32,31        | 22 244      | 30,41       |  |
| Votants        | Votants               | Votants        | 49 520       | 67,69        | 50 911      | 69,59       |  |
| Blancs et nuls | Blancs et nuls        | Blancs et nuls | 2 829        | 5,71         | 4 471       | 8,78        |  |
| Exprimés       | Exprimés              | Exprimés       | 46 691       | 94,29        | 46 440      | 91,22       |  |

Le suppléant d'André Bascou était Louis Carles, chef d'entreprise, maire de Torreilles.

### Élections de 1997
| Candidat       | Candidat                  | Parti             | Premier tour | Premier tour | Second tour | Second tour |  |
| Candidat       | Candidat                  | Parti             | Voix         | %            | Voix        | %           |  |
| -------------- | ------------------------- | ----------------- | ------------ | ------------ | ----------- | ----------- |  |
|                | André Bascou sortant      | RPR               | 14 458       | 28,54        | 21 720      | 38,53       |  |
|                | Jean Codognès élu         | PS (Les Verts)    | 12 539       | 24,75        | 25 352      | 44,97       |  |
|                | Denis Saenz               | FN                | 11 654       | 23,01        | 9 302       | 16,5        |  |
|                | Antoine Sarda             | PCF               | 7 556        | 14,92        |             |             |  |
|                | Liberto Plana             | LO                | 854          | 1,69         |             |             |  |
|                | Luc Vaissade              | LT-LNÉ            | 785          | 1,55         |             |             |  |
|                | Mohamed Tamdjirt          | GÉ                | 481          | 0,95         |             |             |  |
|                | Alain Barande             | Régionaliste      | 474          | 0,94         |             |             |  |
|                | Marie-Thérèse Bergé       | Extrême droite    | 468          | 0,92         |             |             |  |
|                | Monique Hernandez-Rousset | MDC               | 418          | 0,83         |             |             |  |
|                | Alain Rougeyres           | Divers écologiste | 359          | 0,71         |             |             |  |
|                | Daniel Drouillard         | PT                | 327          | 0,65         |             |             |  |
|                | Francesca Bono            | MÉI               | 285          | 0,56         |             |             |  |
|                |                           |                   |              |              |             |             |  |
| Inscrits       | Inscrits                  | Inscrits          | 76 291       | 100,00       | 76 288      | 100,00      |  |
| Abstentions    | Abstentions               | Abstentions       | 23 123       | 30,31        | 18 123      | 23,76       |  |
| Votants        | Votants                   | Votants           | 53 168       | 69,69        | 58 165      | 76,24       |  |
| Blancs et nuls | Blancs et nuls            | Blancs et nuls    | 2 510        | 4,72         | 1 791       | 3,08        |  |
| Exprimés       | Exprimés                  | Exprimés          | 50 658       | 95,28        | 56 374      | 96,92       |  |

Le suppléant de Jean Codognès était Bernard Cristofol, Les Verts.

### Élections de 2002
| Candidat       | Candidat                     | Parti             | Premier tour | Premier tour | Second tour | Second tour |  |
| Candidat       | Candidat                     | Parti             | Voix         | %            | Voix        | %           |  |
| -------------- | ---------------------------- | ----------------- | ------------ | ------------ | ----------- | ----------- |  |
|                | Jean Codognès sortant        | PS                | 18 533       | 33,92        | 26 066      | 49,14       |  |
|                | Arlette Franco élue          | UMP               | 18 435       | 33,74        | 26 976      | 50,86       |  |
|                | Maryse Besse                 | FN                | 9 871        | 18,07        |             |             |  |
|                | Alain Esclopé                | CPNT              | 2 398        | 4,39         |             |             |  |
|                | Audrey Schall                | Divers écologiste | 963          | 1,76         |             |             |  |
|                | Ghislaine Zaparty            | LCR               | 821          | 1,5          |             |             |  |
|                | Roger Chenaye                | MNR               | 628          | 1,15         |             |             |  |
|                | Marie-Françoise Bile-Centene | Pôle républicain  | 607          | 1,11         |             |             |  |
|                | Jaume Roure                  | Régionaliste      | 574          | 1,05         |             |             |  |
|                | Liberto Plana                | LO                | 566          | 1,04         |             |             |  |
|                | Roger Foinels                | MPF               | 507          | 0,93         |             |             |  |
|                | Laetitia Sanchez             | Divers            | 398          | 0,73         |             |             |  |
|                | Anne Legrout                 | Divers écologiste | 178          | 0,33         |             |             |  |
|                | Daniel Drouillard            | PT                | 152          | 0,28         |             |             |  |
|                |                              |                   |              |              |             |             |  |
| Inscrits       | Inscrits                     | Inscrits          | 85 493       | 100,00       | 85 481      | 100,00      |  |
| Abstentions    | Abstentions                  | Abstentions       | 29 518       | 34,53        | 29 469      | 34,47       |  |
| Votants        | Votants                      | Votants           | 55 975       | 65,47        | 56 012      | 65,53       |  |
| Blancs et nuls | Blancs et nuls               | Blancs et nuls    | 1 344        | 2,4          | 2 970       | 5,3         |  |
| Exprimés       | Exprimés                     | Exprimés          | 54 631       | 97,6         | 53 042      | 94,7        |  |

Le suppléant d'Arlette Franco était Gérard Bile, maire d'Espira-de-l'Agly, Président de la Communauté de communes Rivesaltais-Agly-Manadeil.

### Élections de 2007
| Candidat       | Candidat                       | Parti          | Premier tour | Premier tour | Second tour | Second tour |  |
| Candidat       | Candidat                       | Parti          | Voix         | %            | Voix        | %           |  |
| -------------- | ------------------------------ | -------------- | ------------ | ------------ | ----------- | ----------- |  |
|                | Arlette Franco sortante réélue | UMP            | 28 040       | 48,31        | 33 630      | 59,78       |  |
|                | Renée Soum                     | PS             | 12 655       | 21,8         | 22 622      | 40,22       |  |
|                | Pierre Aloy                    | FN             | 3 918        | 6,75         |             |             |  |
|                | Maryse Lapergue                | UDF–MoDem      | 3 472        | 5,98         |             |             |  |
|                | Nadine Pons                    | PCF            | 2 776        | 4,78         |             |             |  |
|                | Ghislaine Zaparty              | LCR            | 1 345        | 2,32         |             |             |  |
|                | Katia Mingo                    | Les Verts      | 1 104        | 1,9          |             |             |  |
|                | Jocelyne Rogé-Balaguer         | CPNT           | 1 081        | 1,86         |             |             |  |
|                | Audrey Castanet                | LT-LNÉ         | 827          | 1,42         |             |             |  |
|                | Roger Foinels                  | MPF            | 818          | 1,41         |             |             |  |
|                | Daniel Canellas                | Régionaliste   | 572          | 0,99         |             |             |  |
|                | Liberto Plana                  | LO             | 486          | 0,84         |             |             |  |
|                | Simone Thomas                  | MNR            | 409          | 0,7          |             |             |  |
|                | Daniel Drouillard              | PT             | 275          | 0,47         |             |             |  |
|                | Pascal Le Jolly                | Divers         | 263          | 0,45         |             |             |  |
|                | Gabriela Koval                 | Divers         | 0            | 0            |             |             |  |
|                |                                |                |              |              |             |             |  |
| Inscrits       | Inscrits                       | Inscrits       | 96 750       | 100,00       | 96 745      | 100,00      |  |
| Abstentions    | Abstentions                    | Abstentions    | 37 241       | 38,49        | 37 751      | 39,02       |  |
| Votants        | Votants                        | Votants        | 59 509       | 61,51        | 58 994      | 60,98       |  |
| Blancs et nuls | Blancs et nuls                 | Blancs et nuls | 1 468        | 2,47         | 2 742       | 4,65        |  |
| Exprimés       | Exprimés                       | Exprimés       | 58 041       | 97,53        | 56 252      | 95,35       |  |

Le suppléant d'Arlette Franco était Fernand Siré, médecin retraité, maire de Saint-Laurent-de-la-Salanque. Fernand Siré remplaça Arlette Franco, décédée, du 1er avril 2010 au 19 juin 2012.

### Élections de 2012
| Candidat       | Candidat                   | Parti          | Premier tour | Premier tour | Second tour | Second tour |  |
| Candidat       | Candidat                   | Parti          | Voix         | %            | Voix        | %           |  |
| -------------- | -------------------------- | -------------- | ------------ | ------------ | ----------- | ----------- |  |
|                | Toussainte Calabrèse       | PS (EÉLV)      | 17 060       | 32,14        | 25 194      | 49,51       |  |
|                | Fernand Siré sortant réélu | UMP            | 14 706       | 27,70        | 25 689      | 50,49       |  |
|                | Irina Kortánek             | RBM (FN)       | 12 525       | 23,59        | Retrait     | Retrait     |  |
|                | Françoise Fiter            | FG (PCF)       | 3 493        | 6,58         |             |             |  |
|                | Joseph Puig                | CpF (MoDem)    | 2 831        | 5,33         |             |             |  |
|                | Marie-Paule Ricard         | EÉLV           | 942          | 1,77         |             |             |  |
|                | Audrey Castanet            | LT-LNÉ         | 488          | 0,92         |             |             |  |
|                | Liberto Plana              | LO             | 305          | 0,57         |             |             |  |
|                | Cécile Sorbier             | AÉI            | 285          | 0,54         |             |             |  |
|                | Pascale Clavel             | Divers         | 226          | 0,43         |             |             |  |
|                | Annie Rideau               | NPA            | 221          | 0,42         |             |             |  |
|                | Gérald Brachet             | PVB            | 3            | 0,01         |             |             |  |
|                |                            |                |              |              |             |             |  |
| Inscrits       | Inscrits                   | Inscrits       | 89 077       | 100,00       | 89 077      | 100,00      |  |
| Abstentions    | Abstentions                | Abstentions    | 34 995       | 39,29        | 35 529      | 39,89       |  |
| Votants        | Votants                    | Votants        | 54 082       | 60,71        | 53 548      | 60,11       |  |
| Blancs et nuls | Blancs et nuls             | Blancs et nuls | 997          | 1,84         | 2 665       | 4,98        |  |
| Exprimés       | Exprimés                   | Exprimés       | 53 085       | 98,16        | 50 883      | 95,02       |  |

### Élections de 2017
|                                                                                      |                                                                                 |                           |                           |                          |                          |
|                                                                                      |                                                                                 | Premier tour 11 juin 2017 | Premier tour 11 juin 2017 | Second tour 18 juin 2017 | Second tour 18 juin 2017 |
|                                                                                      |                                                                                 |                           |                           |                          |                          |
|                                                                                      |                                                                                 | Nombre                    | % des inscrits            | Nombre                   | % des inscrits           |
| Inscrits                                                                             | Inscrits                                                                        | 96 638                    | 100,00                    | 96 636                   | 100,00                   |
| Abstentions                                                                          | Abstentions                                                                     | 49 118                    | 50,83                     | 52 528                   | 54,36                    |
| Votants                                                                              | Votants                                                                         | 47 520                    | 49,17                     | 44 108                   | 45,64                    |
|                                                                                      |                                                                                 |                           | % des votants             |                          | % des votants            |
| Bulletins blancs                                                                     | Bulletins blancs                                                                | 913                       | 1,92                      | 2 414                    | 5,47                     |
| Bulletins nuls                                                                       | Bulletins nuls                                                                  | 388                       | 0,82                      | 1 192                    | 2,70                     |
| Suffrages exprimés                                                                   | Suffrages exprimés                                                              | 46 219                    | 97,26                     | 40 502                   | 91,82                    |
|                                                                                      |                                                                                 |                           |                           |                          |                          |
| Candidat Étiquette politique (partis et alliances)                                   | Candidat Étiquette politique (partis et alliances)                              | Voix                      | % des exprimés            | Voix                     | % des exprimés           |
|                                                                                      |                                                                                 |                           |                           |                          |                          |
|                                                                                      | Louis Aliot Front national                                                      | 14 237                    | 30,80                     | 20 477                   | 50,56                    |
|                                                                                      | Christine Espert Mouvement démocrate (La République en marche)                  | 13 456                    | 29,11                     | 20 025                   | 49,44                    |
|                                                                                      | Fernand Siré (député sortant) Les Républicains                                  | 6 145                     | 13,30                     |                          |                          |
|                                                                                      | Catherine David La France insoumise                                             | 4 563                     | 9,87                      |                          |                          |
|                                                                                      | Marie-Pierre Sadourny Parti socialiste                                          | 2 168                     | 4,69                      |                          |                          |
|                                                                                      | Pascal Egido Parti communiste français                                          | 1 514                     | 3,28                      |                          |                          |
|                                                                                      | Alexis Abat Régionaliste (Oui au Pays catalan)                                  | 1 147                     | 2,48                      |                          |                          |
|                                                                                      | Dominique Labis Écologiste (Confédération pour l'homme, l'animal et la planète) | 497                       | 1,08                      |                          |                          |
|                                                                                      | Solange Rodier Debout la France                                                 | 493                       | 1,07                      |                          |                          |
|                                                                                      | Bérengère Batailler Écologiste (Mouvement citoyen)                              | 461                       | 1,00                      |                          |                          |
|                                                                                      | Michel Roig Divers (Union des démocrates et indépendants)                       | 449                       | 0,97                      |                          |                          |
|                                                                                      | Laurent Perrié Régionaliste (Résistencia)                                       | 425                       | 0,92                      |                          |                          |
|                                                                                      | Liberto Plana Lutte ouvrière                                                    | 363                       | 0,79                      |                          |                          |
|                                                                                      | Patrick Ramirez Divers (Union populaire républicaine)                           | 301                       | 0,65                      |                          |                          |
| Source : Ministère de l'Intérieur - Deuxième circonscription des Pyrénées-Orientales |                                                                                 |                           |                           |                          |                          |

### Élections de 2022
|                                                    |                                                                                         |                           |                           |                          |                          |
|                                                    |                                                                                         | Premier tour 12 juin 2022 | Premier tour 12 juin 2022 | Second tour 19 juin 2022 | Second tour 19 juin 2022 |
|                                                    |                                                                                         |                           |                           |                          |                          |
|                                                    |                                                                                         | Nombre                    | % des inscrits            | Nombre                   | % des inscrits           |
| Inscrits                                           | Inscrits                                                                                | 103 653                   | 100                       | 103 633                  | 100                      |
| Abstentions                                        | Abstentions                                                                             | 55 188                    | 53,24                     | 56 009                   | 54,05                    |
| Votants                                            | Votants                                                                                 | 48 465                    | 46,76                     | 47 624                   | 45,95                    |
|                                                    |                                                                                         |                           | % des votants             |                          | % des votants            |
| Bulletins blancs                                   | Bulletins blancs                                                                        | 824                       | 1,70                      | 2 748                    | 5,77                     |
| Bulletins nuls                                     | Bulletins nuls                                                                          | 297                       | 0,61                      | 1 297                    | 2,72                     |
| Suffrages exprimés                                 | Suffrages exprimés                                                                      | 47 344                    | 97,69                     | 43 579                   | 91,51                    |
|                                                    |                                                                                         |                           |                           |                          |                          |
| Candidat Étiquette politique (partis et alliances) | Candidat Étiquette politique (partis et alliances)                                      | Voix                      | % des exprimés            | Voix                     | % des exprimés           |
|                                                    |                                                                                         |                           |                           |                          |                          |
|                                                    | Anaïs Sabatini Rassemblement national                                                   | 17 811                    | 37,62                     | 26 682                   | 61,23                    |
|                                                    | Frédérique Lis Ensemble !                                                               | 9 699                     | 20,49                     | 16 897                   | 38,77                    |
|                                                    | David Berrué Nouvelle Union populaire écologique et sociale (Europe Écologie Les Verts) | 9 601                     | 20,28                     |                          |                          |
|                                                    | David Bret Les Républicains                                                             | 4 182                     | 8,83                      |                          |                          |
|                                                    | Alexandra Raspaud Reconquête                                                            | 2 717                     | 5,74                      |                          |                          |
|                                                    | Joël Diago Régionalistes                                                                | 1 322                     | 2,79                      |                          |                          |
|                                                    | David Gabarda Les Patriotes                                                             | 769                       | 1,62                      |                          |                          |
|                                                    | Philippe Goiset Lutte ouvrière                                                          | 626                       | 1,32                      |                          |                          |
|                                                    | Cyril Blanc Parti animaliste                                                            | 617                       | 1,30                      |                          |                          |

### Élections de 2024
| Candidat                 | Candidat                 | Parti et coalition       | Nuance                   | Premier tour | Premier tour |
| Candidat                 | Candidat                 | Parti et coalition       | Nuance                   | Voix         | %            |
| ------------------------ | ------------------------ | ------------------------ | ------------------------ | ------------ | ------------ |
|                          | Anaïs Sabatini           | RN                       | RN                       | 38 323       | 54.98        |
|                          | Marc Médina              | SE                       | DVC                      | 14 257       | 20.45        |
|                          | David Berrué             | EÉLV (NFP)               | UG                       | 13 910       | 19.96        |
|                          | Mercedes Garcia          | OPCat (R&PS)             | REG                      | 1 337        | 1.92         |
|                          | Brigitte Laurens         | REC                      | REC                      | 1 258        | 1.80         |
|                          | Philippe Goiset          | LO                       | EXG                      | 618          | 0.89         |
| Suffrages exprimés       | Suffrages exprimés       | Suffrages exprimés       | Suffrages exprimés       | 69 703       | 97.02        |
| Votes blancs             | Votes blancs             | Votes blancs             | Votes blancs             | 1 393        | 1.94         |
| Votes nuls               | Votes nuls               | Votes nuls               | Votes nuls               | 751          | 1.05         |
| Total                    | Total                    | Total                    | Total                    | 71 847       | 100          |
| Abstention               | Abstention               | Abstention               | Abstention               | 34 310       | 32.32        |
| Inscrits / participation | Inscrits / participation | Inscrits / participation | Inscrits / participation | 106 157      | 67.68        |

#### Département des Pyrénées-Orientales
- La fiche de l'INSEE de cette circonscription : « Tableaux et Analyses de la deuxième circonscription des Pyrénées-Orientales », sur insee.fr, site de l'Institut national de la statistique et des études économiques (consulté le 10 juin 2007) [PDF]
- « Tous les députés du département des Pyrénées-Orientales depuis 1789 », sur assemblee-nationale.fr, site de l'Assemblée nationale française (consulté le 10 juin 2007)
- « Informations contentieuses sur le département des Pyrénées-Orientales (Élections législatives de 2002) »(Archive.org • Wikiwix • Archive.is • Google • Que faire ?), sur conseil-constitutionnel.fr, site du Conseil constitutionnel (consulté le 13 juin 2007)

#### Circonscriptions en France
- « Carte des circonscriptions législatives en France », sur assemblee-nationale.fr, site de l'Assemblée nationale française (consulté le 20 juin 2007)
- « Résultats électoraux officiels en France »(Archive.org • Wikiwix • Archive.is • Google • Que faire ?), sur interieur.gouv.fr, site du Ministère de l'Intérieur (France) (consulté le 13 juin 2007)
- Description et Atlas des circonscriptions électorales de France sur http://www.atlaspol.com, Atlaspol, site de cartographie géopolitique, consulté le 13 juin 2007.